# Södra Hannitjärnen
Södra Hannitjärnen är en sjö i Hagfors kommun i Värmland och ingår i Göta älvs huvudavrinningsområde. Sjön har en area på 0,05 kvadratkilometer och ligger 284,2 meter över havet.

## Delavrinningsområde
Södra Hannitjärnen ingår i det delavrinningsområde (667546-139122) som SMHI kallar för Ovan Laggälven. Medelhöjden är 270 meter över havet och ytan är 12,33 kvadratkilometer. Räknas de 32 avrinningsområdena uppströms in blir den ackumulerade arean 580,09 kvadratkilometer. Årosälven (Uvan) som avvattnar avrinningsområdet har biflödesordning 2, vilket innebär att vattnet flödar genom totalt 2 vattendrag innan det når havet efter 371 kilometer. Avrinningsområdet består mestadels av skog (85 procent). Avrinningsområdet har 0,05 kvadratkilometer vattenytor vilket ger det en sjöprocent på 0,4 procent.